# Chigasaki
Chigasaki (茅ヶ崎市 Chigasaki-shi) é uma cidade japonesa localizada na prefeitura de Kanagawa.
Em 2003 a cidade tinha uma população estimada em 225 156 habitantes e uma densidade populacional de 6 305,12 h/km². Tem uma área total de 35,71 km².
Recebeu o estatuto de cidade a 1 de outubro de 1947.